# Juan Carlos Borteiro
Juan Carlos Borteiro (* 19. Mai 1943 in Montevideo) ist ein ehemaliger uruguayischer Fußballspieler und Trainer.

## Spielerkarriere

### Verein
Borteiro spielte in der Jugend für die in Montevideo beheimateten Rampla Juniors. 1958 belegte er dort in der Quinta División mit seinem Team den dritten Rang in der uruguayischen Meisterschaft. In der Ersten Mannschaft debütierte er 1961 in der Primera División in der Partie gegen den Club Atlético Cerro und erzielte den Ausgleichstreffer. 1964 wechselte er zum Club Atlético Peñarol. 1966 setzte er seine Karriere in Ecuador fort und schloss sich zunächst Deportivo Quito an. Noch im selben Jahr zog er weiter zum Barcelona SC. Dort wurde er in jenem Jahr Ecuadorianischer Meister und erfolgreichster Torschütze. Nach seiner Rückkehr aus Ecuador hielt er sich zunächst beim Club Atlético Cerro fit und bestritt in dessen Reihen ein Freundschaftsspiel gegen Boliviens Nationalmannschaft, bei dem der deutsche Sportjournalist Fritz Hack zugegen war. Dieser weilte in Uruguay, um Borteiros Landsmanns Horacio Troche von einem Wechsel nach Deutschland zu überzeugen. Da Borteiro in jener Partie, in der auch Troche mitwirkte, durch gute Leistung auffiel, wurde er schließlich ebenso wie Troche vom Erstligaaufsteiger Alemannia Aachen verpflichtet und wechselte an den Tivoli in die deutsche Bundesliga. Unter Trainer Michael Pfeiffer konnte Borteiro sich aber nicht durchsetzen: Sein Debütspiel am 9. Spieltag gegen den TSV 1860 München war gleichzeitig sein letztes Bundesligaspiel. Nach der Saison wechselte er zu Eintracht Trier, mit der er vier Jahre in der seinerzeit die zweithöchste Spielklasse darstellenden Regionalliga als Vertragsspieler aktiv war. Begleitend zum Fußball ging er während dieser Karrierephase zunächst einer beruflichen Tätigkeit bei Frisco-Kältetechnik und später bei den Romika-Schuhwerken nach. Nach 86 Ligaspielen und 14 Toren für die Moselstädter kehrte er 1973 zu den Rampla Juniors zurück. In der zweitklassigen Divisional B belegte er mit den Montevideanern in jenem Jahr den zweiten Tabellenplatz. Noch im selben Jahr schloss er sich dem im östlich an der Küste des Río de la Plata gelegenen Piriapolis angesiedelten Amateurklub Tabaré an, für den er noch bis zu seinem Karriereende im Jahr 1974 aktiv war.

### Nationalmannschaft
Borteiro spielte auch in der uruguayischen Jugendnationalmannschaft.

### Erfolge
- Ecuadorianischer Meister: 1966

## Trainertätigkeit
Nach seiner aktiven Karriere war er in den 1970er Jahren dem Fußball weiter als Linienrichter verbunden und schlug die Trainerlaufbahn ein. Mehrfach übernahm er bei den Rampla Juniors in für den Verein kritischen Situationen das Traineramt und erarbeitete sich so den Ruf eines sogenannten „Feuerwehrmanns“. Erstmals rückte er als Nachfolger von Walter Olivera ab dem 16. Dezember 1987 auf diese Position. Ab dem 13. August 1995 folgte sein zweites Trainerengagement bei den Montevideanern. Er übernahm das Amt in der Clausura von Mario Silva. Im Mai 2001 berichtete die uruguayische Zeitung La República, dass Borteiro, der zu diesem Zeitpunkt die Rampla Juniors trainierte, ein Angebot des deutschen Zweitligisten Alemannia Aachen erhalten habe. Borteiro bestätigte die Kontaktaufnahme des Klubs aus der Stadt am Rande der Eifel. Mindestens im April 2005 war er abermals Trainer der Rampla Juniors. Auch hatte er einige Monate das Traineramt der uruguayischen Nationalmannschaft der Frauen inne.